# Gerhard Pfister
Gerhard Pfister, né le 1er octobre 1962 à Zoug (originaire d'Oberägeri et de Wittenbach), est une personnalité politique suisse, membre du Centre. 
Il est député du canton de Zoug au Conseil national depuis 2003 et président du Parti démocrate-chrétien (PDC) de 2016 à 2020, puis du Centre de 2021 à fin juin 2025.

## Biographie

### Origines et famille
Gerhard Pfister naît le 1er octobre 1962 à Zoug. Il est originaire d'Oberägeri, dans le même canton, et de Wittenbach, dans celui de Saint-Gall.
Son père et son grand-père ont été députés PDC au Grand Conseil du canton de Zoug.

### Études et parcours professionnel
Après sa maturité de type A au gymnase au cloître de Disentis, il obtient une licence en littérature allemande et en philosophie à l’Université de Fribourg, puis un doctorat de l'Université de Bâle en 1998,,.
Il dirige son propre institut de formation à Oberägeri de 1994 à 2012.

## Parcours politique
Gerhard Pfister est membre du Grand Conseil du canton de Zoug de décembre 1998 à novembre 2003. Il est également président de la section cantonale zougoise du PDC d'avril 1999 à avril 2008.
En 2003, il est élu au Conseil national. Il y est réélu à quatre reprises (2007, 2011, 2015 et 2019). Il siège depuis 2003 à la Commission des institutions politiques (CIP), qu'il préside de 2007 à 2009, à la Commission de politique extérieure (CPE) de 2003 à 2007 et depuis 2011, et à la Commission de la sécurité sociale et de la santé publique (CSSS) de 2017 à 2019.
Membre de la présidence du PDC depuis 2012, il se déclare candidat à la succession de Christophe Darbellay à la présidence du parti début 2016,. Seul véritable candidat, il est élu par les militants lors du congrès du 23 avril 2016 avec 340 voix sur 352.
Le 1er janvier 2021, il devient le premier président du Centre. Le 6 janvier 2025, il annonce qu'il quittera la présidence de son parti en juin 2025.

### Positionnement politique
En 2013, le quotidien Le Temps le dit très marqué à droite, libéral sur le plan économique et proche des thèses de l’UDC sur l’asile et la libre circulation. Il est un admirateur de la politique de Margaret Thatcher et défenseur du secret bancaire.

### Autre mandat
Depuis le 18 juin 2021, il est président de la Fédération suisse des casinos,.